# بطولة الأمم الخمس للسيدات 1999
بطولة الأمم الخمس للسيدات 1999 (بالفرنسية: Tournoi des Cinq Nations féminin 1999)‏ هو الموسم 4 من  بطولة الأمم الست للسيدات. أقيم خلال الفترة 7 فبراير 1999 وحتى 10 أبريل 1999، وفاز فيه منتخب إنجلترا الوطني لاتحاد الرغبي للسيدات.